# Déclin d'orbite

Altitude de Tiangong 1 pendant sa dernière année, avant sa rentrée incontrôlée.

En mécanique spatiale, le déclin d'orbite est une diminution progressive de la distance entre deux corps en orbite à leur approche la plus proche (le périapside) sur de nombreuses périodes orbitales. Ces corps peuvent être une planète et son satellite, une étoile et tout objet en orbite autour d'elle, ou des composants de tout système binaire. Les orbites ne déclinent pas sans un type de frottement qui transfère l'énergie du mouvement orbital. Cela peut être l'un des nombreux effets mécaniques, gravitationnels ou électromagnétiques. Pour les corps en orbite terrestre basse, l'effet le plus significatif est la traînée atmosphérique.
S'il n'est pas pris en compte, le déclin aboutit à la fin de l'orbite lorsque le plus petit objet entre en collision avec la surface du principal ; lorsqu'il brûle, explose ou se brise dans une atmosphère planétaire ; ou lorsqu'il est incinéré par le rayonnement de l'étoile dans une atmosphère stellaire.
Les collisions stellaires produisent généralement des effets cataclysmiques, tels que des sursauts gamma et des ondes gravitationnelles.
À cause de la traînée atmosphérique, l'altitude la plus basse au-dessus de la Terre à laquelle un objet en orbite circulaire peut effectuer au moins un tour complet sans propulsion est d'environ 150 km tandis que le plus faible périgée d'une orbite elliptique est d'environ 90 km.

## Les causes

### Traînée atmosphérique
La traînée atmosphérique est causée par les collisions de molécules de gaz avec le satellite. C'est la principale cause de déclin d'orbite des objets en orbite terrestre basse. Il en résulte la réduction de l'altitude du satellite, jusqu'à la rentrée atmosphérique, selon la séquence suivante :
altitude inférieure → atmosphère plus dense → traînée accrue → chaleur accrue → brûle généralement à la rentrée
Le déclin d'orbite implique donc une boucle de rétroaction, où plus l'orbite décline, plus l'altitude baisse, et plus l'altitude est faible, plus le déclin est rapide. Le déclin est également sensible aux facteurs externes de l'environnement spatial tels que l'activité solaire, difficilement prévisibles. Pendant les maxima solaires, l'atmosphère terrestre provoque une traînée significative jusqu'à des altitudes beaucoup plus élevées qu'en temps normal. 
La traînée atmosphérique exerce un effet significatif sur l'altitude des stations spatiales, véhicules spatiaux et des satellites en orbite terrestre basse. Les stations nécessitent une augmentation régulière de leur altitude pour contrer le déclin et maintenir leur orbite. Un déclin incontrôlé a fait rentrer Skylab et Tiangong 1, et un déclin (relativement) contrôlé a été utilisé pour désorbiter Mir.
Les rehaussements d'orbite pour le télescope spatial Hubble sont moins fréquents en raison de son altitude beaucoup plus élevée. Cependant, le déclin orbital est un facteur limitant de la durée espaçant ses visites de maintenance, la dernière ayant été réalisée en 2009 par la mission STS-125, avec la navette spatiale Atlantis. Les télescopes spatiaux plus récents se trouvent sur des orbites beaucoup plus élevées, voire sur une orbite solaire, de sorte qu'un rehaussement d'orbite puisse ne pas être nécessaire.

### Effets de marée
Une accélération par effet de marée négative peut se produire lorsque le corps en orbite est suffisamment grand pour provoquer une force de marée significative et qu'il se trouve sur une orbite rétrograde ou une orbite synchrone, entraînant un déclin d'orbite par transfert d'énergie.
Les lunes Phobos de Mars et Triton de Neptune sont des exemples de satellites subissant un déclin orbital de cette manière.

### Rayonnement lumineux et thermique
Les petits objets du système solaire subissent également un déclin d'orbite en raison des forces appliquées par la pression de rayonnement asymétrique. Idéalement, l'énergie absorbée serait égale à l'énergie du corps noir émise en un point donné, ce qui n'entraînerait aucune force nette. Cependant, l'effet Yarkovsky, parce que l'absorption et le rayonnement de la chaleur ne sont pas instantanés, entraîne une très faible accélération parallèle à la trajectoire orbitale, qui peut être significative pour de petits objets sur des millions d'années. L'effet Poynting-Robertson est une force opposée à la vitesse de l'objet causée par une incidence asymétrique de la lumière, c'est-à-dire une aberration de la lumière. Pour un objet en rotation prograde, ces deux effets appliquent des forces opposées, mais généralement inégales.

### Rayonnement gravitationnel
Les ondes gravitationnelles influent aussi sur le déclin d'orbite. Elles sont négligeables pour les orbites des planètes et de leurs satellites naturels, mais sont perceptibles pour les systèmes d'objets compacts, comme on le voit dans les observations d'orbites d'étoiles à neutrons. Tout corps en orbite émettant de l'énergie gravitationnelle, aucune orbite n'est infiniment stable.

### Traînée électromagnétique
Les satellites utilisant un câble électrodynamique, se déplaçant à travers le champ magnétique terrestre, créent une force de traînée qui pourrait éventuellement le désorbiter.

## Collision stellaire
Une collision stellaire peut intervenir lorsque les deux objets formant une étoile binaire ou un trou noir binaire perdent de l'énergie et se rapprochent. Plusieurs facteurs peuvent entraîner ceci, notamment les forces de marée, les lobes de Roche et les ondes gravitationnelles. Les étoiles décrivent une spirale lorsqu'elles s'approchent l'une de l'autre. Cela peut aboutir à leur fusion ou à la création d'un trou noir. Dans ce dernier cas, les dernières révolutions des étoiles l'une autour de l'autre ne prennent que quelques secondes.

## Distribution massique
Bien qu'elles ne soient pas une cause directe de déclin, les réplétions (distributions de masse inégales, ou mascons) du corps en orbite peuvent rendre son orbite très instable.